# HMS Brocklesby (1982)
HMS Brocklesby – brytyjski niszczyciel min typu Hunt, w służbie Royal Navy od 1983 roku. Nosi numer burtowy M 33. Jest trzecim okrętem o tej nazwie.

## Budowa
Okręt był piątą zbudowaną jednostką z 13 brytyjskich niszczycieli min typu Hunt. Zamówiono go 19 czerwca 1980 roku razem z trzema innymi w stoczni Vosper Thornycroft Ltd w Woolston (część Southampton), która zbudowała większość okrętów tego typu. Okręt wodowano 12 stycznia 1982 roku, a budowę ukończono i okręt został odebrany przez marynarkę 25 października 1982 roku. Nazwa pochodziła od wsi Brocklesby. Był trzecim okrętem o tej nazwie.

## Opis

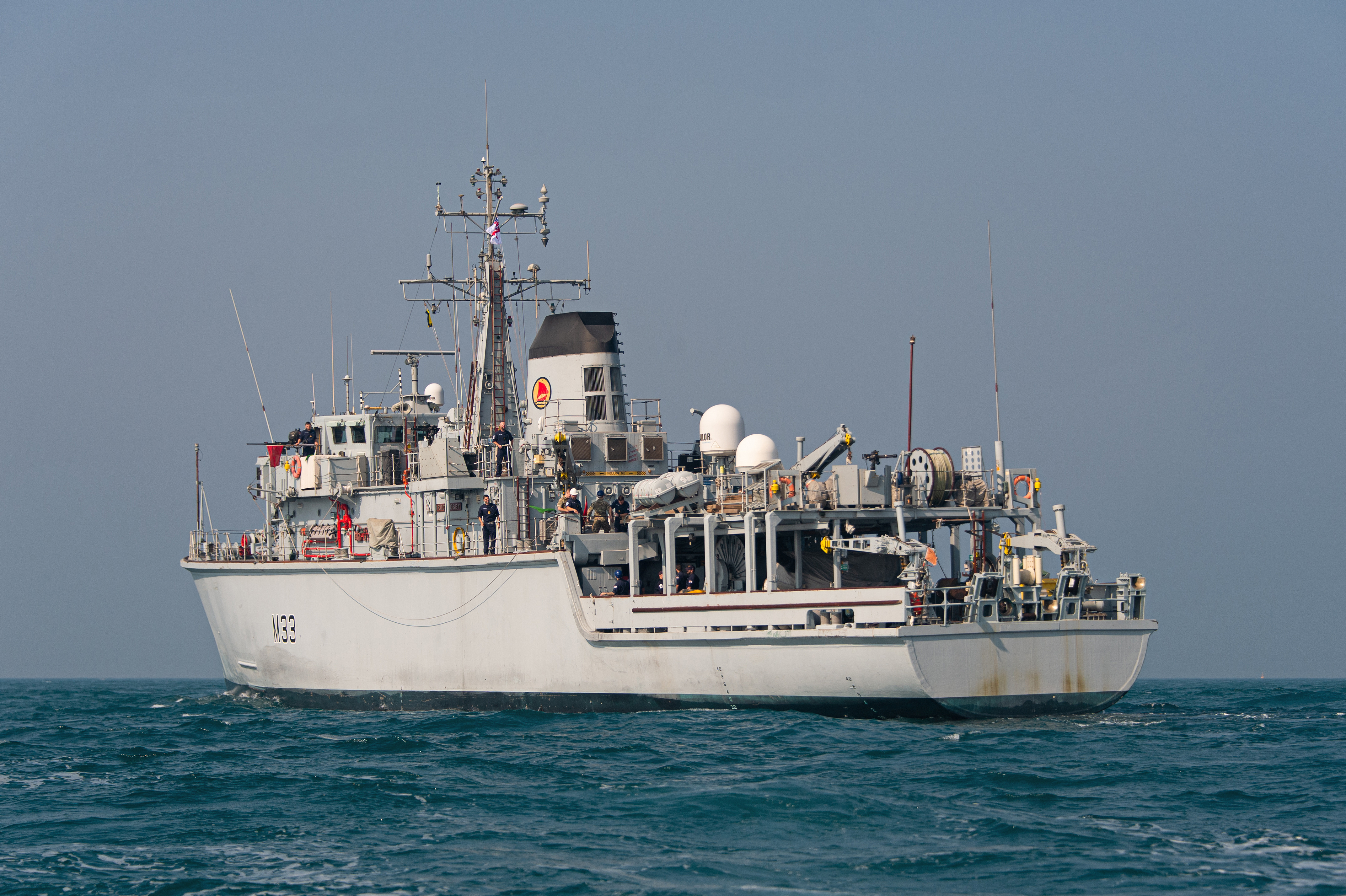
HMS „Brocklesby” w 2021

Okręty typu Hunt miały kadłub zbudowany z plastiku wzmocnionego włóknem szklanym (GRP). Wyporność standardowa wynosiła 615 ts, a pełna 725 ts. Nowsze źródła podawały wyporność pełną 750 ton. Długość całkowita wynosiła 60 m, a na linii wodnej 57 m, szerokość: 10 m, a maksymalne zanurzenie: 3,4 m. Załoga liczyła 45 osób, w tym 6 oficerów.
Uzbrojenie służyło tylko do samoobrony i pierwotnie na okrętach typu Hunt stanowiła je automatyczna armata uniwersalna Bofors 40 mm. Do połowy lat 90. była wymieniana na armatę Oerlikon/BMARC DS30B kalibru 30 mm L/75. Można było zamontować również dwa dodatkowe działka kalibru 20 mm Oerlikon/BMARC GAM-C01. Na przełomie pierwszej i drugiej dekady XXI wieku na okrętach tego typu ustawiono trzy sześciolufowe rotacyjne karabiny maszynowe 7,62 mm Dilon Aero M134 Minigun. Uzbrojenie uzupełniały dwa karabiny maszynowe kalibru 7,62 mm, zastępowane w latach 2014–2015 przez karabiny maszynowe kalibru 12,7 mm Browning.
Napęd stanowiły dwa silniki wysokoprężne Ruston-Paxman 9-59K Deltic o mocy łącznej 3800 hp, napędzające dwie śruby, pozwalające na osiąganie prędkości maksymalnej 15 węzłów. Ponadto okręty miały pomocniczy napęd hydrauliczny pozwalający na osiąganie prędkości do 8 węzłów, napędzany przez silnik Deltic 9-55B o mocy 780 hp, napędzający też agregaty prądotwórcze. Zasięg wynosił 1500 mil morskich przy prędkości 12 w. W 2016 roku wymieniono silniki na Caterpillar C-32 ACERT o mocy po 2000 hp (łącznie 4000 hp). 
Wyposażenie nawigacyjne obejmowało radar Kelvin Hughes Type 1006 lub 1007 (pasmo I). Wyposażenie do poszukiwania min obejmowało pierwotnie sonar Plessey Type 193M Mod 1. Ponadto okręty miały sonar wysokiej częstotliwości Mil Cross do unikania min na kursie i sonar Type 2059 do śledzenia pojazdów podwodnych. W 2005 roku został wyposażony w nowy sonar 2193. Okręty typu Hunt miały system informacji bojowej CAAIS DBA4. Po 1990 roku okręty otrzymały system nawigacyjny Racal Mk 53. W latach 2004–2005 okręty otrzymały również system dowodzenia NAUTIS 3.
Po wejściu do służby „Brocklesby” przenosił dwa zdalnie kierowane pojazdy podwodne PAP-104 do zwalczania min, a od 1988 roku mógł przenosić pojazdy nowszego typu PAP-105. Okręty ponadto miały trały magnetyczne MS 14, holowany trał akustyczny Sperry MSSA Mk 1 i klasyczne trały kontaktowe Oropesa Mk8. Trały niekontaktowe zostały zdemontowane w 2005 roku. Na przełomie pierwszej i drugiej dekady XXI wieku pojazdy podwodne PAP-104/105 zastąpiono przez jednorazowe Seafox C.

## Służba

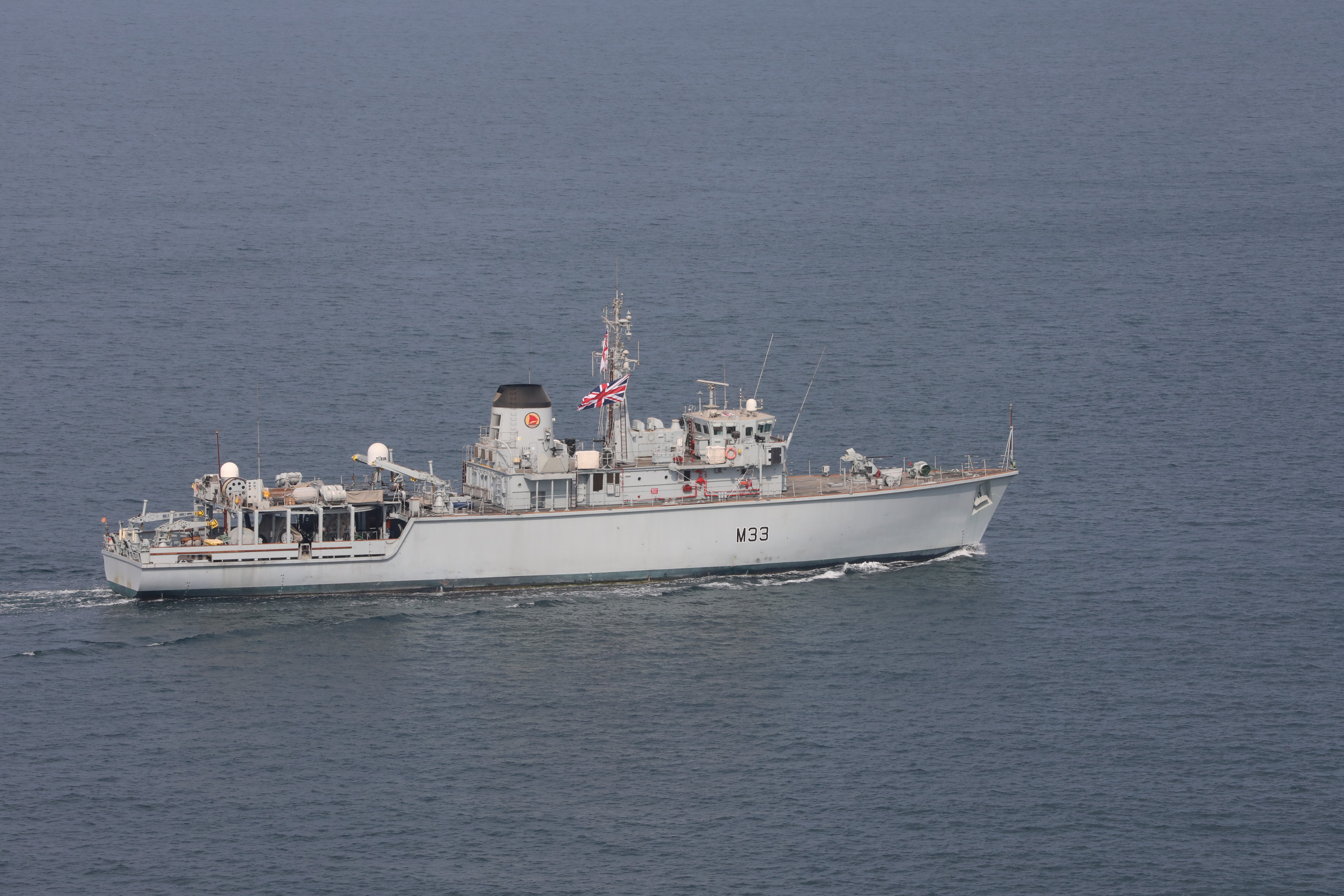
HMS „Brocklesby” w Zatoce Perskiej w 2020

HMS „Brocklesby” (numer burtowy M 33) został wcielony do służby w brytyjskiej Royal Navy 3 lutego 1983 roku. Został przydzielony do 1 Eskadry Niszczycieli Min (1st MCM Squadron) w Rosyth. 
Między marcem a sierpniem 1991 roku „Brocklesby” operował w Zatoce Perskiej, wchodząc w skład międzynarodowego zespołu rozminowującego po wojnie w Zatoce Perskiej. Od 1995 do sierpnia 1996 roku był remontowany w Rosyth. Po remoncie zmienił port macierzysty na Portsmouth, nadal w składzie 1 Dywizjonu Niszczycieli Min. 
Od 10 września 2002 roku do 20 czerwca 2003 roku „Brocklesby” działał na Zatoce Perskiej podczas operacji Iraqi Freedom. W trakcie działań wojennych, w trzeciej dekadzie marca 2003 roku oczyszczał z min kanał wodny do portu Umm Kasr, jako pierwsza aliancka jednostka wchodząc na akwen z zagrożeniem minowym. Za działania pod Umm Kasr przyznano mu następnie wyróżnienie bojowe (battle honour). 
We wrześniu 2006 roku „Brocklesby” został przydzielony do 2 Dywizjonu Niszczycieli Min (MCM 2), zmieniając bazę z HMNB Clyde na Portsmouth.
W kwietniu i maju 2011 roku „Brocklesby” działał u wybrzeży ogarniętej wojną domową Libii i 29 kwietnia usunął jedną z trzech min postawionych na podejściach do portu Misrata, umożliwiając dostawy pomocy humanitarnej do portu. Dowodził nim wówczas kmdr ppor. James Byron.
W grudniu 2016 roku „Brocklesby” został ponownie zwodowany po remoncie połączonym z modernizacją w krytej hali stoczni w Portsmouth, podczas którego między innymi wymieniono mu silniki. W czerwcu 2017 roku rozpoczął próby morskie po remoncie.
W czerwcu 2018 roku „Brocklesby” wyszedł z Portsmouth do Bahrajnu na stałą misję zapewniania bezpieczeństwa żeglugi w Zatoce Perskiej (operacja Kipion). W trakcie trzyletniej misji przepłynął 150 000 mil morskich, brał udział w 18 ćwiczeniach lub operacjach i sześciokrotnie zmieniał załogę, po czym powrócił do Portsmouth w październiku 2022 roku (wraz z HMS „Shoreham”). Ostatnim dowódcą w jej trakcie był kmdr ppor. Dan Lee.